# Turnera pernambucensis
Turnera pernambucensis är en passionsblomsväxtart som beskrevs av Ignatz Urban. Turnera pernambucensis ingår i släktet Turnera och familjen passionsblomsväxter. Inga underarter finns listade i Catalogue of Life.